# 馬茲薩拉察市鎮
馬茲薩拉察市鎮，曾是拉脫維亞的一個市鎮，設立於2009年。位於該國北部，人口4042人，面積417.9平方公里，人口密度約9.7人/km2。
2021年7月1日，馬茲薩拉察市鎮与其它市镇一起合并为瓦尔米耶拉市镇。

## 外部連結
- 瓦尔米耶拉市镇官方網站 （页面存档备份，存于） （拉脱维亚文） （英文）